# 3-硝基苯酚
3-硝基苯酚是一种有机化合物，化学式为C6H5NO3。它可用于医药、染料合成的中间体或作为pH指示剂使用。

## 制备
3-硝基苯胺在盐酸或硫酸中形成重氮盐，经过水解得到3-硝基苯酚。冷却溶液后过滤得到产品。